# Alfred von Kühne
Alfred Kühne, seit 1901 von Kühne, (* 2. Januar 1853 in Weimar; † 8. März 1945 in Deutsch-Buckow) war ein preußischer General der Kavallerie.

## Leben

### Herkunft
Alfred war ein Sohn des preußischen Oberstleutnants Gustav Kühne (1818–1880), Sohn von Carl Bartholomäi Kühne, und dessen Ehefrau Ferdinande, geborene von Beulwitz, verwitwete Freifrau Wolffskeel von Reichenberg (1823–1901).

### Militärkarriere
Kühne diente um 1877 als Sekondeleutnant im Oldenburgischen Dragoner-Regiment Nr. 19 und war von 1900 bis 1905 Kommandeur des Magdeburgischen Husaren-Regiment Nr. 10. Für seine Verdienste wurde er am 18. Januar 1901 durch Wilhelm II. in den erblichen preußischen Adelsstand erhoben.
Am 18. August 1905 zunächst mit der Führung der 31. Kavallerie-Brigade in Straßburg beauftragt, wurde Kühne am 19. Oktober zum Kommandeur des Großverbandes ernannt und in dieser Stellung am 18. Mai 1907 zum Generalmajor befördert. Als solcher war er vom 2. September 1907 bis zum 26. Januar 1911 Kommandeur der 4. Garde-Kavallerie-Brigade in Potsdam. Daran schloss sich mit der Beförderung zum Generalleutnant mit Wirkung zum 2. Februar 1911 eine Verwendung als Inspekteur der 1. Kavallerie-Inspektion in Posen an. In Genehmigung seines Abschiedsgesuches wurde Kühne am 14. März 1912 mit der gesetzlichen Pension zur Disposition gestellt und Ende des Monats in Würdigung seiner Dienste mit dem Stern zum Roten Adlerorden II. Klasse mit Eichenlaub und der königlichen Krone ausgezeichnet.
Mit Ausbruch des Ersten Weltkriegs wurde Kühne als z.D.-Offizier wiederverwendet und zum Kommandeur der 13. Reserve-Division ernannt. In dieser Eigenschaft erhielt er am 27. Januar 1915 den Charakter als General der Kavallerie und führte seinen Großverband an der Westfront u. a. in den Kämpfen um Verdun. Er war dann ab April 1918 bis über das Kriegsende im Februar 1919 Kommandeur der 226. Infanterie-Division.
Er besuchte den 3. Waffentag der deutschen Kavallerie im Juli 1933 in Düsseldorf, eine propagandistische Großveranstaltung.
Kühne galt als vielfach interessiert und konnte Latein, Griechisch, Italienisch, Französisch und Englisch sprechen und schreiben.

### Familie
Kühne hatte sich am 29. Juni 1882 in Dillenburg mit Ella von der Marwitz (* 26. März 1860 in Berkenbrügge; † 8. März 1945 in Deutsch-Buckow) verheiratet. Sie war die Tochter der Marie Freiin von Werthern (1824–1879) und des Eugen von der Marwitz (1819–1904). Ihr Vater war Landstallmeister und Gestütsdirektor. Der Generalmajor Oskar von der Marwitz war ein Cousin der Ella von Kühne. Der Landrat Walter von der Marwitz war Ellas Großneffe.
Aus der Ehe von Ella und Alfred gingen folgende Kinder hervor:
- Heinz (1884–1945), deutscher Major der Schutztruppe für Deutsch-Südwestafrika und dort Farmer (6.000 ha), 1920 ⚭ Elsbeth von Boehn (1898–1989), Tochter von Siegfried von Boehn; sieben Kinder
- Christa (* 1885), Dr. phil. nat.,[6][7] lebte unvermählt in Icking bei München, war Mitglied der Deutschen Adelsgenossenschaft (D.A.G.)
- Alfred (1886–1894)
- Hans-Georg (1890–1914), gefallen als preußischer Leutnant im 1. Leib-Husaren-Regiment Nr. 1 bei Moislains nördlich Péronne
- Werner (1891–1903)
- Fee (Felicitas) (* 1896) 1921 ⚭ Alexander von Ruville, später Generalmajor der Wehrmacht und Sohn des preußischen Generalmajors Ernest von Ruville (1853–1928)

Alfred, ebenfalls Mitglied der D.A.G., und Ella von Kühne kamen im März 1945 unter nicht geklärten Umständen ums Leben.

## Wappen
In rot auf goldenem Dreihügel ein rechts oben von einem goldenen Stern begleitetes, rückschauend, schreitendes, silbernes Lamm, welches mit seinem rechten Vorderhuf über der Schulter an goldener Stange eine von einem roten Kreuz durchzogene silberne Kirchenfahne trägt.
Auf dem gekrönten Helm mit rot-silbernen Decken ist ein gekrönter, goldener Löwe mit einem blanken Schert in der rechten Pranke zu sehen.

## Trivia
- Ernst Ludwig, Großherzog von Hessen, schrieb über seinen Kontakt zu Alfred von Kühne mit einem „...tiefsten Eindruck...[eines] Mann[es] mit einem ganz großen Herzen, der für seine Truppen wirkliche Liebe hat...“ und berichtet über die unbeschadete „Pilgerreise“ 1914 durch das Kriegsgebiet zum Sterbeort seines Sohnes Hans.
- Im August 1917 traf er Philipp Scheidemann auf einer Kur in Kohlgrub, welcher das Treffen beeindruckt von Alfred von Kühne festhielt.[9]